# Aloe haworthioides
Aloe haworthioides es una especie de planta suculenta perteneciente a la familia de los aloes. Es endémica de Madagascar. Siendo su hábitat natural los matorrales de regiones secas tropicales y subtropicales y zonas rocosas.

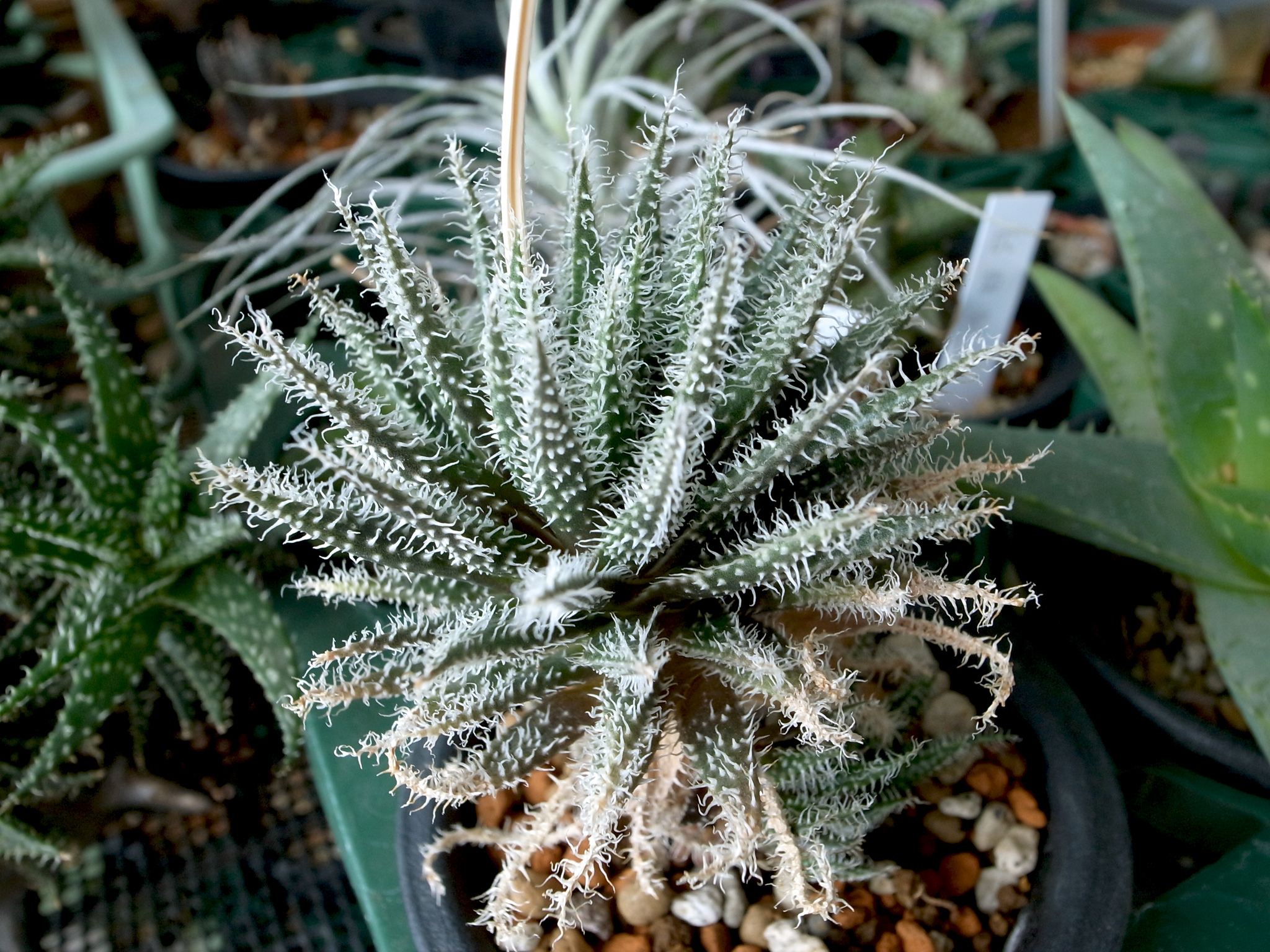
Vista de la planta

## Descripción
Es una planta suculenta con las hojas agrupadas en una roseta basal. Las hojas son de color verde con los márgenes fuertemente dentados. Las inflorescencias en un tallo erecto con flores de color naranja.

## Taxonomía
Aloe haworthioides fue descrita por John Gilbert Baker y publicado en Journal of the Linnean Society, Botany 22: 529, en el año 1886.
Etimología
Aloe: nombre genérico de origen muy incierto: podría ser derivado del griego άλς, άλός (als, alós), "sal" - dando άλόη, ης, ή (aloé, oés) que designaba tanto la planta como su jugo - debido a su sabor, que recuerda el agua del mar. De allí pasó al Latín ălŏē, ēs con la misma aceptación, y que, en sentido figurado, significaba también "amargo". Se ha propuesto también un origen árabe, alloeh, que significa "la sustancia amarga brillante"; pero es más probablemente de origen complejo a través del hébreo: ahal (אהל), frecuentemente citado en textos bíblicos.
haworthioides: epíteto compuesto que significa "parecida al género Haworthia.
Sinonimia
- Aloinella haworthioides (Baker) Lemée
- Lemeea haworthioides (Baker) P.V.Heath[8][2]